# Контейнерный дом
Контейнерный дом — сооружение из транспортных контейнеров, предназначенное для жилья.
Для постройки таких домов используют контейнеры, которые были предназначены для грузоперевозок. Строительство зданий из контейнеров технологически проще строительства традиционными методами, к тому же прочность контейнеров позволяет применять их в районах, где часто объявляются ураганы и торнадо.
Одним из первых с контейнерами начал экспериментировать Адам Калкин, художник и архитектор из Нью-Джерси.
Вид новой архитектуры создания зданий и инфраструктуры из морских контейнеров называется карготектурой (от испанского cargo — груз морского судна и от древнегреческого τεκτονική).